# 迈克尔·米夏尔斯基
迈克尔·米夏尔斯基（Michael Michalsky，1967年2月23日—），出生于哥廷根，是一位德国时装设计师及生活方式设计师。

## 生平

### 个人

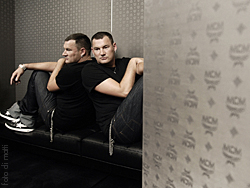

米夏尔斯基1967年2月23日生于哥廷根，在巴特奥尔德斯洛长大，并于1987年毕业于当地的特奥多尔·蒙森中学。 随后进入伦敦时装学院求学直至1992年。完成学业后，他先是兑现了自己的一个诺言，在临终安慰护理所Lighthouse工作了一段时间。 “第一次接触到死亡和艾滋病，对我而言是一种震惊。 我体会到：一旦失去情感的基础，时尚、炫酷、结识达人，一切都将变得毫无意义。”米夏尔斯基多年之后依然这样认为。
米夏尔斯基最重要的灵感泉源乃是音乐。80年代音乐电视方兴未艾，MTV电视网大行其道，音乐和时尚的联系日益紧密。那个时期的伦敦青年人文化给他留下了深刻的烙印。 麦当娜是他至今依然敬仰不已的80年代流行音乐偶像。 “我是麦当娜的铁杆粉丝。 她的音乐和造型几乎伴随着我度过的所有时光。”
摄影是他的第二大激情所在：我收藏著名柏林时装摄影先驱Yva二、三十年代的作品（Helmut Newton也从她那里得益匪浅），收藏Edmund Kesting、Herbert List，还有F.C. Gundlach五十年代的时装人像。 同时我也挚爱建筑。”
Michael Michalsky在柏林生活、工作。

### 事业
米夏尔斯基走出学院后，最初在德国Levi's公司任设计经理。 此后，自1995至2006春季效力于阿迪达斯，其中出任全球创意总监六年。 之后，Michalsky开始与时装设计师山本耀司、Stella McCartney和说唱乐音乐人Missy Elliott合作，为运动品牌制造商设计了一系列产品。 除此之外，他还请出阿迪达斯旧款产品以“复古版形象”重现江湖。

2005年Michalsky受托于韩国奢侈品企业Sungjoo集团，将深陷危机的时装品牌MCM拉出困境。 自此，这个源自德国的奢侈品牌在他的创意领导下重新焕发了生机。

2006年6月，Michalsky在柏林成立了自己的时装及生活方式公司MICHALSKY Holding GmbH。 2007年1月，他在柏林的红色市政厅举办了第一次个人时装秀。 之后，设计师每半年都会在柏林梅赛德斯·奔驰时装周上展示他旗下品牌的当季时装作品。

自2009年，他除了服务于MCM和自己的品牌之外，还兼任中国KAPPA 公司的设计工作。该企业隶属于中国动向（集团）。 

### 获奖
- 2003 “National Designer of the Year”，由GQ Award Germany评出
- 2004 “Sportstyle Designer of the Year”，由ISPO VISION颁予[11]
- 2005年与阿迪达斯设计团队共同获得红点设计大奖 年度最佳设计团队[12]
- 2006年被选入“明日之星百人选”，该评选由“德国—创意的国度”活动举办[13]

## 时装
Michalsky在时装领域的工作极为多元，所涉及的领域也极广泛：运动装、手袋、饰品以及顶级时装。 他个人在MICHALSKY品牌下的时装系列定位高端，经典风格与街头装元素在其中浑然一体。 Michalsky并不把自己看作为艺术家，而是自视为“生活方式设计师”。 他期待自己的时装作品能拥有广大受众，并希望能将时尚的快乐传递给他们。 他的时尚信条是：“Real Clothes for Real People（真人实衣）”。

当前设计工作一览：
| 品牌                 | 时段     | 设计系列                                 | 说明           |
| -------------------- | -------- | ---------------------------------------- | -------------- |
| MCM                  | 自2005年 | 手袋及饰品 (春夏季及秋冬季)              | 女式奢侈饰品   |
| MICHALSKY            | 自2007年 | 女装、男装及饰品 (春夏季及秋冬季)        | 高端时装       |
| KAPPA 中国           | 自2009   | 多个不同运动装系列 (春夏季及秋冬季)      | 运动装、街头装 |
| PROTECT              | 自2010年 | 与德国WWF合作的服装系列 (春夏季及秋冬季) | T恤衫及基本款  |
| LASCANA by MICHALSKY | 从2012起 | 泳装 (每年一个系列)                      | 沙滩装、泳装   |

## MICHALSKY designLab
各大公司定期委托Michalsky开展设计工作。 为满足这一客户需求，Michalsky于2009年成立了MICHALSKY designlab，提供产品设计及室内设计服务。,

MICHALSKY designLab作品一览：
- 2009：为索尼设计的2009年夏季手机系列[16]
- 2009：配合BMW Vision EfficientDynamics概念车全球首发所推出皮具系列并在法兰克福国际车展上进行展示[17]
- 2010：为歌舞剧YMA所设计的500套演出服，该剧在柏林弗里德里希宫上演[18]
- 2010：为碧浪设计洗涤剂包装[19]
- 2011：为柏林波茨坦广场万豪国际酒店所设计的酒吧Catwalk-Bar，德国第一家以时尚为主题的酒吧[20]

## 授权

### 香水
2010年9月首次推出他的两款香水，MICHALSKY for Men及MICHALSKY for Women，这两款香水是在与香水制造商Mäurer & Wirtz的通力合作下创制而成的。 香水在市场推广过程中因使用带有情色意味的宣传手段，广受公众瞩目。 其广告画面为一对男女以极为惹火的姿势昭示世人。
2011年9月，第二个香水系列MICHALSKY Urban Nomads（男用及女用）面世。 创意理念源自与其同名的2011年MICHALSKY秋冬季时装。 

### 眼镜
自2008年起，MICHALSKY与制造商Nigura Metzler公司合作推出眼镜系列。 产品系列包括太阳镜、阅读镜及限量版产品。 Michalsky每半年便会在他的时装秀上展示一次其最新眼镜设计。

## MICHALSKY StyleNite
从Michalsky时装秀中逐渐衍生出由设计师本人组织的文化盛会MICHALSKY StyleNite。 StyleNite每年举办两次，举办时间均在柏林时装周期间，除了时装秀之外，还为参观者提供其他节目，节目内容涵盖音乐、电影及艺术领域。 迄今为止参加过StyleNite的艺术家有：Lady Gaga、Spandau Ballet、Hurts、Mirrors、 OMD、Nadja Michael及Alphaville。